# خولیو ولاسکو
خولیو ولاسکو (به اسپانیایی: Julio Velasco)، (زادهٔ ۹ فوریهٔ ۱۹۵۲ در لا پلاتا، آرژانتین) مربی والیبال اهل آرژانتین است که از او به عنوان یکی از پرافتخارترین مربی‌های جهان یاد می‌شود.
مربیگری حرفه‌ای وی در سال ۱۹۸۱ با دستیاری سرمربی تیم ملی آرژانتین آغاز شد اما قبل از آن در سال ۱۹۷۹ تا ۸۲ سرمربی باشگاه فرو کاریل بود که به چهار قهرمانی لیگ برتر آرژانتین رسیده بود. وی در دههٔ ۱۹۹۰ میلادی در سمت مربی‌گری تیم ملی ایتالیا به افتخارات فراوانی دست یافت. او به سه زبان انگلیسی، اسپانیایی و ایتالیایی صحبت می‌کند. از افتخارات او می‌توان به دو بار قهرمانی قهرمانی جهان و پنج بار قهرمانی در لیگ جهانی همراه با این تیم اشاره کرد. او پس از کسب مدال نقره المپیک ۱۹۹۶ برای تیم ملی ایتالیا، سرمربی تیم ملی زنان ایتالیا شد و دوران اوج او در ایتالیا بود، او بعدها سرمربی تیم‌های ملی جمهوری چک و اسپانیا شد اما نتایج متوسط او باعث جدایی او از این دو تیم شد.
ولاسکو در سال ۲۰۱۱ نیز وظیفهٔ مربی‌گری تیم ملی ایران را برعهده گرفت. او تیم ایران را برای نخستین بار، در مسابقات قهرمانی آسیا به مقام قهرمانی رساند. این تیم، تحت هدایت ولاسکو شگفتی‌ساز جام جهانی ۲۰۱۱ لقب گرفت. همچنین تیم ملی والیبال ایران با هدایت ولاسکو، با برتری مقابل مصر و ژاپن در مسابقات انتخابی لیگ جهانی والیبال ۲۰۱۳ برای اولین بار از آغاز لیگ جهانی والیبال، به این مسابقات راه یافت. همچنین راه یافتن به مسابقات قهرمانی جهان ۲۰۱۴ دیگر دست‌آورد او با تیم ملی ایران بود. بدین ترتیب خولیو ولاسکو «بزرگ‌ترین مربی والیبال تاریخ ایران» لقب گرفت.
او در والیبال، افتخارات مهمی از جمله چهار بار ارزشمندترین مربی جهان و عضویت در تالار مشاهیر والیبال را کسب کرده‌است.
از او به عنوان سرمربی افسانه‌ای یاد می‌شود. ولاسکو همچنین مدتی مدیر اجرایی تیم‌های بزرگ اینتر و لاتزیو بوده‌است. وی هم اکنون سرمربی زنان ایتالیا است.

## بازیکن
ولاسکو از سن ۱۵ سالگی با حضور در تیم دانشگاه لاپلاتا والیبال را آغاز کرد و همراه با این تیم طی سال‌های ۱۹۶۹ و ۱۹۷۰ قهرمان جوانان آرژانتین شد. او در همین سال به عنوان بهترین بازیکن مسابقات والیبال جوانان آرژانتین مطرح شد.

## سرمربیگری
ولاسکو هم‌زمان با دوران بازی به عنوان سرمربی در تیم سوم دانشگاه نیز فعالیت داشت و از همان ابتدا علاقه خود را به مربیگری در سنین جوانی نشان داد.
او دوران مربیگری حرفه‌ای را با دستیاری سرمربی آرژانتین در سال ۱۹۸۱ آغاز و تا سال ۱۹۸۳ ادامه داد.

### باشگاهی
او با دعوت باشگاه تره والی ایتالیا راهی این کشور شد و به مدت دو سال به عنوان سرمربی مشغول در این باشگاه فعالیت کرد.
ولاسکو مربی‌گری را در سال ۱۹۷۹ آغاز کرد و تیم فرو کاریل اوسته را چهار سال پیاپی قهرمان سری آ والیبال آرژانتین نمود. وی در سال ۱۹۸۵ به عنوان سرمربی باشگاه مودنا معرفی شد و در ۴ سال حضورش در این باشگاه ۴ عنوان قهرمانی سری آ برای این باشگاه به ارمغان آورد.

### ملی

#### ایتالیا
درخشش ولاسکو در سطح باشگاهی باعث شد تا مسئولان وقت فدراسیون والیبال ایتالیا دست به کار شوند و او را به سمت سرمربیگری تیم ملی ایتالیا منصوب کنند. ولاسکو در همان سال خیلی زود پاسخ اعتماد آن‌ها را داد و به همراه تیم ملی ایتالیا در مسابقات قهرمانی اروپا مدال طلا را کسب کرد. همچنین در همین سال ولاسکو و تیم ملی ایتالیا توانستند مقام نایب قهرمانی جهان را به دست بیاورند. موفقیت‌های این مربی و تیمش ادامه داشت و دو بار دیگر قهرمانی اروپا در سال‌های ۱۹۹۳ و ۹۵ برگ زرینی را بر تالار افتخارات این مرد آرژانتینی افزود. او در این دوره در سال ۱۹۹۴ ایتالیا را با مدیریت خود به قهرمان جهان رسانید. ایتالیا در همین سال‌ها تبدیل به یکی از قدرت‌های بلامنازع والیبال دنیا شده بود به‌طوری‌که این تیم بین سال‌های ۱۹۹۰ تا ۹۴ میلادی ۴ دوره نیز قهرمان لیگ جهانی شدند. آخرین حضور ولاسکو به عنوان سرمربی ایتالیا به سال ۱۹۹۶ برمی‌گردد که در آن سال پس از شکست برابر هلند در فینال المپیک ۱۹۹۶ آتلانتا با تیم ایتالیا مدال نقره آن بازی‌ها را کسب کرد و پس از آن از تیم مردان ایتالیا کنار رفت و هدایت تیم زنان ایتالیا را به عهده گرفت. این دوره سرمربیگری او دوران اولیه و اوج او بود.

#### چک و اسپانیا
ولاسکو در سال ۲۰۰۱ هدایت تیم ملی جمهوری چک را به عهده گرفت ولی نتایج به دست آمده در آن سال برای آن‌ها راضی‌کننده نبود و پس از برکناری از سمت سرمربیگری در آن سال بار دیگر راهی ایتالیا شد و در باشگاه کوپرا پیاچنزا شروع به کار کرد. وی از سال ۲۰۰۸ به مدت سه سال سرمربی تیم ملی اسپانیا بود و در سال ۲۰۱۱ از هدایت این تیم کناره‌گیری نمود.

#### ایران
ولاسکو پس از جدایی از اسپانیا با مذاکره با فدراسیون والیبال ایران برای هدایت تیم ملی قراردادی دو ساله امضا کرد.
از سال ۲۰۰۷ با وجود زیرساخت‌ها، والیبال ایران پیشرفت قابل توجه‌ای نسب به والیبال سنتی قبل خود پیدا کرد در زمانی که رو به والیبال مدرن آورد، فدراسیون والیبال ایران در صدد جذب مربی مطرح جهانی برآمد و از بین چهار گزینهٔ خود خولیو ولاسکو، زوران گاییچ، آندره‌آ آناستازی و سیلوانو پراندی، خولیو ولاسکو مربی مطرح آرژانتینی را جذب کرد.
وقتی ولاسکو به ایران آمد فدراسیون یک برنامهٔ ۶ سالهٔ بلندمدت را طراحی کرد و از کارهای اولیهٔ ولاسکو، جذب بازیکنان جوان‌تر و تمرینات مدرن و جذب دستیاران جدید بود. ایران با ولاسکو در سال ۲۰۱۱ در اولین تورنمنت مهم خود پس از ۳۲ سال قهرمان مسابقات جام قهرمانی آسیا شد و در پی کسب این قهرمانی، تیم ملی والیبال ایران به جام جهانی والیبال ۲۰۱۱ صعود کرد و در اولین شگفتی خود لهستان و صربستان صاحب نام را شکست داد.
ایران برای این‌که بخت خود را برای صعود به المپیک ۲۰۱۲ امتحان کند در مسابقات انتخابی المپیک لندن در توکیو، ژاپن شرکت نمود و در مجموع با ۵ امتیاز فقط با ۱ امتیاز کمتر از استرالیا از صعود به المپیک لندن بازماند. ولاسکو و ایران در گام بعدی در مسابقات انتخابی لیگ جهانی والیبال ۲۰۱۳ موفق شد در ۴ دیدار خود پیروز شود و جواز حضور در لیگ جهانی ۲۰۱۳ را کسب کند و برای اولین بار در تاریخ به لیگ جهانی راه یابد. نقطهٔ اوج تیم ملی ایران با خولیو ولاسکو در لیگ جهانی ۲۰۱۳ بود. ایران در گام اول به تیم ملی والیبال روسیه باخت و در دومین گام در دیدار اول مقابل صربستان میزبان، قهرمان اروپا شکست را پذیرفت، اما در دومین دیدار مقابل صربستان که یکی از طولانی‌ترین ماراتن‌های لیگ جهانی بود، ایران صربستان قهرمان اروپا را ۳ بر ۲ شکست داد تا نخستین پیروزی خود را در این تورنمنت جشن بگیرد.
اما شگفتی‌سازی ایران در مودنا ایتالیا آغاز شد، تیم ملی ایران بزرگ‌ترین شگفتی را در لیگ جهانی به وجود آورد و با نتیجهٔ ۳–۱ ایتالیا دومین تیم پرافتخار لیگ جهانی و از برترین تیم‌های جهان را با حضور پرشور تماشاگران ایرانی شکست داد. این پیروزی بازتاب بسیار گسترده‌ای در رسانه‌های جهان داشت. ایتالیایی‌ها در بازی دوم از همهٔ توان خود در مقابل ایران استفاده کردند و توانستند دو ست اوّل بازی را ببردند و در آستانهٔ پیروزی بودند که تیم ایران توانست نتیجه را تغییر داده و دو ست از ایتالیا بگیرد تا نتیجه ۲–۲ شود. در ست پنجم ایتالیا توانست نتیجه را از آن خود کند و بازی را ببرد اما در مجموع دو بازی، ایران با نتیجهٔ ۴–۲ ایتالیا را شکست داد و افتخار بزرگی را در کارنامهٔ ورزش ایران ثبت نمود. در بازی بعد، ایران در مقابل تیم ملی والیبال کوبا بازی خوبی را به نمایش گذاشت و ایران، در هاوانا دو بار تیم ملی والیبال کوبا را شکست داد.
در ادامه ایران میزبان آلمان شد و با حضور هزاران ایرانی در سالن آزادی ۳ بر ۰ آلمان را شکست داد و سایت جهانی والیبال، تماشاگران ایرانی را نقطهٔ اوج ایران در این مسابقه دانست. ایران در ادامه در بازی برگشت مقابل آلمان در آخرین گام شکست خانگی را پذیرفت. تیم ملی والیبال ایران که برای نخستین بار در رقابت‌های لیگ جهانی شرکت کرده بود در حالی این مسابقات را به پایان رساند که با درخشش خود و مغلوب کردن بزرگانی چون ایتالیا و کوبا درخشش بازیکنان و مربیان خود عنوان پدیده را به خود اختصاص داد. در ادامه تیم ملی والیبال ایران مورد تقدیر رئیس‌جمهوری وقت ایران و رهبر جمهوری اسلامی ایران و ارگان‌های دولتی و خصوصی قرار گرفت.
ایران در گام بعدی ایران در مسابقات والیبال انتخابی جهان ۲۰۱۴ با حضور پاکستان، اندونزی و بحرین با ۳ پیروزی مقابل تمامی تیم‌ها به قهرمانی والیبال مردان جهان ۲۰۱۴ راه یافت. ایران در گام بعدی هفدهمین دورهٔ مسابقات والیبال قهرمانی مردان آسیا را در دبی پیش رو داشت. ایران در این مسابقات با شکست لبنان به مرحلهٔ نیمه‌نهایی صعود کرد و در نهایت با پیروزی ۳ بر ۰ در بازی فینال مقابل تیم ملی کره جنوبی با درخشش بازیکنان خود برای دومین بار با اقتدار و فقط با یک ست باخته قهرمان آسیا شد و برای نخستین بار در رده‌بندی جهانی به عنوان بهترین تیم آسیا دست یافت و در ادامه باز هم پیام‌هایی از سوی بزرگان ورزش و سیاست به سوی تیم ملی ایران روانه شد و ایران با این قهرمانی جواز حضور در مسابقات جام بزرگ والیبال قهرمانان جهان ۲۰۱۳ (قهرمانان قاره‌ها) را به‌دست‌آورد.
ایران بعد از این مسابقات به جام بزرگ والیبال قهرمانان جهان ۲۰۱۳ رفت و در اولین دیدار مقابل تیم ملی برزیل ۳–۱ مغلوب شد و در دومین دیدار مقابل ایتالیا دوباره با نتیجهٔ ۳–۲ پیروز شد و در سومین دیدار مقابل روسیه ۳–۰ تن به شکست داد. حریف بعدی ایران تیم ملی آمریکا بود. بازیکنان تیم ملی ایران با درخشش خود در این بازی حساس به علت مسائل بین این دو کشور، ۳–۲ مقابل آمریکا به پیروزی دست یافتند. ایران در آخرین دیدار این مسابقات مقابل تیم ملی ژاپن به برتری قاطعانهٔ ۳–۰ دست یافت و در پایان رقابت‌ها به مقام چهارم رسید.

### جدایی از ایران
شایعهٔ جدایی ولاسکو بعد از مسابقات جام بزرگ قهرمانان جهان قوت گرفت تا روزی که رئیس فدراسیون آرژانتین در پی نتایج بد تیم ملی والیبال مردان آرژانتین، با اصرار رئیس‌جمهوری آرژانتین و مردم آرژانتین از فدراسیون والیبال ایران خواستار بازگشت او به وطن و ثبت قرارداد سه ساله شدند. در پی انتشار این خبر ایرانیان در شبکه‌های اجتماعی دست به ساخت کمپین حمایت از ولاسکو به نام «ما از ولاسکو می‌خواهیم تا سرمربی ایران باقی بماند» زدند و این صفحه در سایت‌ها و رسانه‌های معتبر جهان بازتاب فراوانی داشت. روز بعد خبر جدایی ولاسکو در رسانه‌ها رسمی شد و در این خبرها آمده بود ولاسکو میل زیادی به رفتن دارد. او تحت تأثیر سیل عظیم درخواست‌های مردم و رئیس‌جمهور آرژانتین قرار گرفت. در نهایت فدراسیون والیبال ایران در خبری گفت، جدایی توافقی حاصل شد و ولاسکو سرمربی آرژانتین می‌شود.

### نظر ولاسکو در مورد ایران
خولیو ولاسکو، عصر روز چهارشنبه ۵ تیر ۱۳۹۲ در میان خبرنگاران محلی مودنا و ایتالیایی، حاضر و به سؤالات آن‌ها که در خصوص زندگی وی در ایران و مردم ایران بود پاسخ داد. ولاسکو هم به مانند یک سفیر فرهنگی از فرهنگ و مردم ایران دفاع، تعریف و تمجید کرد. ولاسکو از زندگی خود در ایران و آرامش مردم ایران برای آنان سخن گفت.

### آرژانتین
ولاسکو در سال ۲۰۱۴ با فدراسیون والیبال آرژانتین به توافق رسید و قراردادی تا سال ۲۰۱۶ میلادی با این فدراسیون بست و آرژانتین را تا رقابت‌های المپیک ۲۰۱۶ ریو همراهی کرد. شایان ذکر است قرارداد ولاسکو دوباره تمدید گشت.

## افتخارات
| تیم           | رقابت                     | عنوان       | سال                          |
| ------------- | ------------------------- | ----------- | ---------------------------- |
| فرو کاریل     | لیگ برتر آرژانتین         | قهرمان      | ۱۹۷۹، ۱۹۸۰، ۱۹۸۱، ۱۹۸۲       |
| مودنا         | سری آ                     | قهرمان      | ۱۹۸۶، ۱۹۸۷، ۱۹۸۸، ۱۹۸۹       |
| مودنا         | جام حذفی ایتالیا          | قهرمان      | ۱۹۸۶، ۱۹۸۸، ۱۹۸۹             |
| مودنا         | جام کنفدراسیون اروپا      | قهرمان      | ۱۹۸۶                         |
| مردان ایتالیا | قهرمانی جهان              | قهرمان      | ۱۹۹۰، ۱۹۹۴                   |
| مردان ایتالیا | المپیک                    | نائب قهرمان | ۱۹۹۶                         |
| مردان ایتالیا | لیگ جهانی                 | قهرمان      | ۱۹۹۰، ۱۹۹۱، ۱۹۹۲، ۱۹۹۴، ۱۹۹۵ |
| مردان ایتالیا | لیگ جهانی                 | نائب قهرمان | ۱۹۹۶                         |
| مردان ایتالیا | لیگ جهانی                 | سومی        | ۱۹۹۳                         |
| مردان ایتالیا | جام ملت‌های اروپا          | قهرمان      | ۱۹۸۹، ۱۹۹۳، ۱۹۹۵             |
| مردان ایتالیا | جام ملت‌های اروپا          | نائب قهرمان | ۱۹۹۱                         |
| مردان ایتالیا | جام جهانی                 | قهرمان      | ۱۹۹۵                         |
| مردان ایتالیا | جام بزرگ قهرمانان جهان    | قهرمان      | ۱۹۹۳                         |
| مردان ایتالیا | جام چهار تیم برتر جهان    | قهرمان      | ۱۹۹۴                         |
| مردان ایتالیا | سوپر چلنج جهان            | قهرمان      | ۱۹۹۶                         |
| زنان ایتالیا  | بازی‌های المپیک مدیترانه‌ای | قهرمان      | ۱۹۹۷                         |
| اسپانیا       | بازی‌های المپیک مدیترانه‌ای | نائب قهرمان | ۲۰۰۹                         |
| اسپانیا       | لیگ اروپا                 | نائب قهرمان | ۲۰۰۹، ۲۰۱۰                   |
| ایران         | جام ملت‌های آسیا           | قهرمان      | ۲۰۱۱، ۲۰۱۳                   |
| آرژانتین      | پان آمریکن                | قهرمان      | ۲۰۱۵                         |
| زنان ایتالیا  | لیگ ملت‌های والیبال زنان   | قهرمان      | ۲۰۲۴                         |
| زنان ایتالیا  | بازی های المپیک 2024      | قهرمان      | ۲۰۲۴                         |

## فعالیت به عنوان مدرس
- مدرس مربیگری فدراسیون والیبال بوئنوس آیرس متروپولیتن ۱۹۷۹–۱۹۸۱
- مدرس مربیگری والیبال در کمیته‌های ملی و ایالتی فدراسیون والیبال ایتالیا ۱۹۸۷–۲۰۰۴
- مدرس مربیگری والیبال در دانشگاه پروجا و دانشگاه بولزانو
- مدرس مربیگری بین‌المللی برای اف‌آی‌وی‌بی در خیخون اسپانیا، توکیو ژاپن و سئول کره جنوبی
- مدرس مربیگری والیبال فدراسیون‌های ایتالیا، سوئیس، آرژانتین، شیلی، کلمبیا، مکزیک، بلژیک، اسپانیا، پرتغال و یونان
- استاد دانشگاه بولونیا

## تألیفات
- مقالات در مجله‌های: ریپابلیک، کونی، لاگاتزتا دلو اسپورت
- آموزش دفاع در مربیگری، مجلهٔ رسمی اف‌ای‌وی‌بی، شمارهٔ ۳ و ۴، در سال ۱۹۹۷
- مقدمه‌ای در چاپ ایتالیایی روان‌شناسی ورزشی، اثر ریچارد جی باتلر
- مربیگری والیبال در مدارس عالی آموزش فیزیکی در پروجا و ویرایش مدرسهٔ آموزش عالی آموزش فیزیکی در پروجا
- ورزش واسطهٔ اخلاق و فلسفه، آوریل ۱۹۹۵
- دوره‌های ویدئویی برای مربیگری والیبال، توسط امیلیا رومانا

## جوایز فردی
- باارزش‌ترین مربی جام جهانی ۱۹۸۹
- بهترین مربی قهرمانی جهان ۱۹۹۰
- مدال شایستگی سازمان ورزش ایتالیا ۱۹۹۱
- باارزش‌ترین مربی جام بزرگ قهرمانان جهان ۱۹۹۳
- باارزش‌ترین مربی تاپ فور ۱۹۹۴
- باارزش‌ترین مربی جام جهانی ۱۹۹۵
- جایزهٔ کونکس بهترین مدیر فنی جهان ۲۰۰۰
- عضویت در تالار مشاهیر والیبال ۲۰۰۳
- جایزهٔ بهترین مدیر فنی انجمن پزشکان ایتالیا ۲۰۱۲
- بهترین مربی سال ایران ایسنا ۲۰۱۴
- نخل طلا کمیتهٔ ملی المپیک ایتالیا برای لیاقت فنی ۲۰۱۸
- نشان صلیب بزرگ شوالیه‌گری از نشان شایستگی جمهوری ایتالیا ۲۰۱۹